# 鈴木真一 (写真家)
鈴木 真一（すずき しんいち、1835年〈天保6年7月〉 - 1918年〈大正7年〉12月18日）は、幕末・明治時代の写真家。弟子の岡本圭三（1859-1912）に2代目鈴木真一の名前を継がせた後は鈴木真と名乗っている。初名は勇次郎。

## 略歴
1835年（天保6年）7月、伊豆国賀茂郡岩地村（現・静岡県賀茂郡松崎町）の高橋家に生まれる。20歳で下田の鈴木家へ婿に入る。晩成社の依田勉三は外戚に当たる。1866年（慶応2年）横浜に出て下岡蓮杖に師事する。独立して1873年（明治6年）に横浜弁天通に鈴木真一写真館を開業した後、岡本圭三に2代目鈴木真一を名乗らせる。やがて評判を呼び、宮内省の注文を受けて皇居内に出入りを許された。また女性写真師を養成する学校を作っている。写真合成の技術開発のほか、10数年にわたる研究の末、陶磁器に写真を焼き付けることに成功、着色写真と合わせて輸出港横浜を訪れる外国人客の人気を博した。

## 生涯
鈴木は弟子の岡本圭三を婿養子にすると2代真一を継がせ、1878年に東京の九段下に支店を出させる。横浜の店は1884年（明治17年）に真砂町（本町）1丁目に移し、新築のモダンな洋風建築で息子の金次郎と外国人客相手の営業と国内の顧客を拡大した。岡本の働きもあり1889年（明治22年）に宮内省御用掛として採用され、英照皇太后、昭憲皇后の肖像写真を撮るため皇居内に写真室を立てるよう進めて認められている。
1918年（大正7年）12月18日死去。

## 女子写真伝習所
女子美術学校の写真学科増設に賛同したものの計画が見送られたため、1902年に弟子の河村勇次とともに牛込西五軒町に女子写真伝習所を設立した。明治期において、同校は女性に写真術を教える唯一の教育機関であり、女子写真学校とも通称された。2年制の本科の入学資格は尋常小学校を卒業した満14歳以上とし、写真技術のほかに普通科の授業も履修、また経験者対象の研究科や2ヶ月修了の速成科のほか、まとまった通学時間が取れない場合の随意科が用意された。月謝は1円、その他実費が2、3円かかるところ、経済的に苦しい学生対象に奨学制度を設けること、写真館の就職には修正の技術者が求められ、女性の雇用が期待できると鈴木たちの学校を紹介した編者は述べている。女子の入学者が少なかったため、男子の入学も認められた。